# شودوشیما

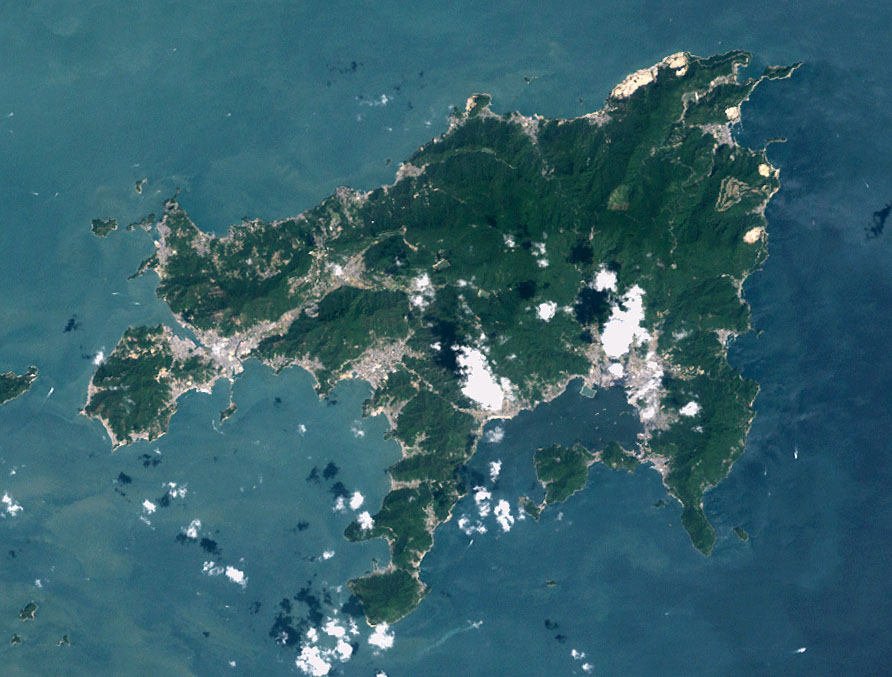
شودوشیما

شودوشیما (به ژاپنی: 小豆島 Shōdoshima) یک جزیره در دریای داخلی ستو در ژاپن است. معنی تحت‌الفظی نام این جزیره لوبیای آزوکی است.